# Antônio Perillo
Antônio Perillo (Cidade de Goiás, 24 de março de 1874 — 26 de fevereiro de 1944) foi um político, professor e juiz brasileiro, deputado estadual pelo estado de Goiás de 1905 a 1908. Assumiu posteriormente diversas secretarias do estado.

## Biografia
Estudou no Seminário Diocesano de Uberaba e em São Paulo, tendo posteriormente cursado direito na Faculdade de Goiás. Foi diretor do jornal "A Imprensa", promotor público, professor de história do Lyceu de Goiás e secretário de instrução, terras e obras públicas de 1900 a 1902.
Assumiu também os cargos de juiz de direito da comarca de Rio das Pedras, procurador geral do estado, chefe de polícia da cidade de Goiás, desembargador do Tribunal de Justiça de Goiás, juiz de direito em Curralinho de 1914 a 1915 e membro do Tribunal de Relação em 1931.
Foi eleito deputado estadual para a 5ª Legislatura de 1905 a 1908. Mais tarde assumiu vários cargos de secretário; como secretário de estado do interior e justiça, de maio de 1912 a julho de 1913 e secretário de estado das finanças de fevereiro de 1913 a dezembro de 1914.
Era filho de Francisco Perillo e Emília Félix Leão Perillo, foi casado com Maria Augusta de Carvalho Perillo com a qual tiveram 13 filhos.